# Itéa (Flórina)
Pour les articles homonymes, voir Itea.
Itéa, en grec moderne : Ιτέα, auparavant appelé Výrbeni (Βύρμπενη), est un village du dème de Flórina, district régional de Flórina, en Macédoine-Occidentale, Grèce. 
Selon le recensement de 2011, la population du village compte 542 habitants.

## Personnalités liées à la commune
- Félix de Pachtère (1881-1916), archéologue et professeur d'histoire tué à Výrbeni le 24 septembre 1916. Son nom est inscrit au Panthéon parmi les 560 écrivains morts au combat pendant la Première Guerre mondiale.